# Тригидроксоцинкат натрия
Тригидроксоцинкат натрия — неорганическое соединение,
комплексный гидроксид натрия и цинка
с формулой Na[Zn(OH)3],
бесцветные кристаллы,
разлагается в воде,
образует кристаллогидраты.

## Получение
- Растворение оксида цинка в растворе гидроксида натрия:

{\displaystyle {\mathsf {ZnO+NaOH+H_{2}O\ {\xrightarrow {40^{o}C}}\ Na[Zn(OH)_{3}]}}}

## Физические свойства
Тригидроксоцинкат натрия образует бесцветные кристаллы
тетрагональной сингонии,
пространственная группа P 42/mbc,
параметры ячейки a = 1,086 нм, c = 0,535 нм, .
Соединение нестабильное, быстро разлагается водой и разбавленными щелочами.
Образует кристаллогидраты состава Na[Zn(OH)3]•n H2O, где n = 1 и 3.